# Ceratozetella incurva
Ceratozetella incurva är en kvalsterart som först beskrevs av Aoki 1964.  Ceratozetella incurva ingår i släktet Ceratozetella och familjen Ceratozetidae. Inga underarter finns listade i Catalogue of Life.